# Raffelsbrand
Raffelsbrand is een plaats in de Duitse gemeente Hürtgenwald, deelstaat Noordrijn-Westfalen, en telt 154 inwoners (31 maart 2021).
Het is een gehucht in het zuidwesten van de gemeente, bestaande uit verspreid staande huizen en boerderijen.
Na de Slag om het Hürtgenwald, in september-december 1944, het laatste jaar van de Tweede Wereldoorlog, was het hier aanwezige productiebos afgebrand en onherstelbaar verwoest. Na opruiming van de oorlogsschade werd het terrein voor landbouw geschikt gemaakt en werd de nieuwe nederzetting Raffelsbrand, oorspronkelijk 31 boerderijen gelegen aan een U-vormige asfaltweg, gesticht.